# Astragalus lurorum
Astragalus lurorum är en ärtväxtart som beskrevs av Joseph Friedrich Nicolaus Bornmüller. Astragalus lurorum ingår i släktet vedlar, och familjen ärtväxter. Inga underarter finns listade i Catalogue of Life.